# Teodoro Mendes Tavares
Teodoro Mendes Tavares CSSp (* 7. Januar 1964 in São Miguel Arcanjo) ist ein kap-verdischer römisch-katholischer Ordensgeistlicher und Bischof von Ponta de Pedras in Brasilien.

## Leben
Teodoro Mendes Tavares trat der Ordensgemeinschaft der Spiritaner bei, legte am 8. September 1986 die Profess ab und empfing am 11. Juli 1993 die Priesterweihe.
Papst Benedikt XVI. ernannte ihn am 16. Februar 2011 zum Weihbischof in Belém do Pará und Titularbischof von Verbe. Als Wahlspruch wählte er EIS-ME AQUI. Der Erzbischof von Belém do Pará, Alberto Taveira Corrêa, spendete ihm am 8. Mai desselben Jahres die Bischofsweihe; Mitkonsekratoren waren Paulino do Livramento Évora CSSp, Altbischof von Santiago de Cabo Verde, und Arlindo Gomes Furtado, Bischof von Santiago de Cabo Verde.
Am 10. Juni 2015 ernannte ihn Papst Franziskus zum Koadjutorbischof von Ponta de Pedras. Mit der Annahme des Rücktritts seines Vorgängers durch den Papst am 23. September 2015 folgte er diesem als Bischof von Ponta de Pedras nach.
Papst Leo XIV. ernannte ihn am 3. Juli 2025 zum Mitglied des Dikasteriums für den Interreligiösen Dialog.